# Bertrand-Sévère Mascarou-Laurence
Bertrand-Sévère Mascarou-Laurence (ur. 7 września 1790 w Oroix, zm. 30 stycznia 1870 w Rzymie) – francuski duchowny rzymskokatolicki, biskup Tarbes, znany ze swojej roli przy objawieniach w Lourdes.

## Biografia
29 kwietnia 1821 otrzymał święcenia prezbiteriatu i został kapłanem diecezji Tarbes. Był nauczycielem i przełożonym Niższego Seminarium w Saint-Pé-de-Bigorre. W 1833 został wikariuszem generalnym diecezji Tarbes.
31 grudnia 1844 lub 8 stycznia 1845 został wybrany biskupem Tarbes, co zatwierdził 21 kwietnia 1845 papież Grzegorz XVI. 1 czerwca 1845 przyjął sakrę biskupią z rąk arcybiskupa paryskiego Denysa Auguste Affre. Współkonsekratorami byli przełożony generalny sercanów białych abp Pierre-Dominique-Marcellin Bonamie SSCC oraz emerytowany wikariusz apostolski Malakki-Singapuru bp Jean-Paul-Hilaire-Michel Courvezy MEP.
Jako biskup przyłożył dużą wagę do odnowienia diecezji, która ucierpiała podczas rewolucji francuskiej. Dokonał jej reorganizacji oraz przywrócił cztery dawne sanktuaria maryjne.

### Objawienia w Lourdes
11 lutego 1858 w Lourdes, położonym na terenie jego diecezji, miały miejsce objawienia maryjne. Mascarou-Laurence jako biskup miejsca powołał komisję mającą potwierdzić lub zaprzeczyć prawdziwości objawień. W jej skład, oprócz teologów, powołał naukowców specjalizujących się w medycynie, fizyce, chemii i geologii. Z polecenia biskupa komisja zajęła się m.in. badaniem składu wody, aby sprawdzić czy jej lecznicze właściwości nie mają pochodzenia naturalnego. Sam biskup do wydarzeń w Lourdes podchodził z nieufnością.
Po pozytywnej ocenie wydarzeń przez komisję, 18 stycznia 1862 bp Mascarou-Laurence oficjalnie uznał prawdziwość objawień w Lourdes.
Jako ojciec soborowy wziął udział w soborze watykańskim I, podczas którego zmarł 30 stycznia 1870.